# Čou Tchie-nung
Čou Tchie-nung (čínsky pchin-jinem Zhōu Tiěnóng, znaky zjednodušené 周铁农; listopad 1938 – 3. listopadu 2023) byl čínský politik, místopředseda stálého výboru Všečínského shromáždění lidových zástupců (parlamentu, 2008–2013) a předseda ústředního výboru Revolučního výboru čínského Kuomintangu (2007–2012), jedné z menších politických stran Čínské lidové republiky. Předtím místopředseda celostátního výboru Čínského lidového politického poradního shromáždění (1998–2008) a místopředseda ústředního výboru Revolučního výboru čínského Kuomintangu (1992–2007). Původně vysokoškolský učitel matematiky roku 1983 přešel do regionální politiky v provincii Chej-lung-ťiang, přičemž v letech 1991–1998 byl viceguvernérem provincie.

## Život
Čou Tchie-nung se narodil v listopadu 1938 v Šen-jangu v provincii Liao-ning v tehdejším státu Mandžukuo. Roku 1960 získal vysokoškolský titul na katedře matematiky a mechaniky Pekingské univerzity. Potom rok vyučoval na Charbinském technologickém institutu a následně do 1983 přednášel jako lektor, docent a zástupce vedoucího výukové a výzkumné sekce v Severovýchodním institutu těžkého strojírenství (nyní Univerzita Jang-šan). Vstoupil do Revolučního výboru čínského Kuomintangu, jedné z menších politických stran Čínské lidové republiky, a roku 1983 přešel ze školství do politiky, když přijal funkci místostarosty města Cicikar. Roku 1988 byl také vybrán mezi členy celostátního výboru Čínského lidového politického poradního shromáždění (ČLPPS). Roku 1991 povýšil na pomocníka guvernéra provincie Chej-lung-ťiang, téhož roku se stal viceguvernérem Chej-lung-ťiang (do 1998). Současně postoupil do vedení chejlugťiangské organizace Revolučního výboru čínského Kuomintangu, jako její místopředseda.
Roku 1992 byl zvolen místopředsedou ústředního výboru Revolučního výboru čínského Kuomintangu (byl opakovaně volen až do roku 2007), od března 1993 byl členem stálého výboru celostátního výboru ČLPPS a od března 1998 do března 2008 po dvě volební období zastával funkci místopředsedy celostátního výboru ČLPPS. Na sjezdu Revolučního výboru čínského Kuomintangu koncem roku 2007 byl zvolen předsedou ústředního výboru (do roku 2012) a v březnu 2008 z ČLPPS přešel do Všečínského shromáždění lidových zástupců na místo místopředsedy stálého výboru Všečínského shromáždění lidových zástupců, kterým byl do března 2013.
Zemřel v Pekingu 3. listopadu 2023.